# Wang Baoshan
Wang Baoshan (王宝山S, Wáng BǎoshānP; Pingyi, 2 agosto 1963) è un allenatore di calcio ed ex calciatore cinese, di ruolo attaccante, tecnico dello Shaanxi Chang'an.

## Palmarès

### Allenatore

#### Competizioni nazionali
- China League One: 1

Chongqing Lifan: 2014